# Вулдриџ (Мисури)
Вулдриџ (енгл. Wooldridge) град је у америчкој савезној држави Мисури.

## Демографија
По попису из 2010. године број становника је 61, што је 14 (29,8%) становника више него 2000. године.
| Група             | 2000.      | 2010.      |
| Белци             | 46 (97,9%) | 53 (86,9%) |
| Афроамериканци    | 0 (0,0%)   | 0 (0,0%)   |
| Азијати           | 0 (0,0%)   | 0 (0,0%)   |
| Хиспаноамериканци | 0 (0,0%)   | 7 (11,5%)  |
| Укупно            | 47         | 61         |